# バルジョーでいこう!
『バルジョーでいこう!』（原題：Confessions d'un Barjo）は、1992年制作のフランスのコメディ映画。
風変わりな青年バルジョーを取り巻く5人の男女が織りなす、世紀末の性と愛の物語をユーモラスに描く。フィリップ・K・ディック原作の自伝的小説『戦争が終わり、世界の終わりが始まった』（Confessions of a Crap Artist、1975年発表、新訳タイトル『ジャック・イジドアの告白』）の映画化。フランスでのディック人気を反映して製作された。原作に最も忠実に作られており、作中のテレビ番組にディックのSF短編がオマージュとして使われている。

## あらすじ
風変わりな青年バルジョーは、飼い猫が回線をかじって部屋が火事になって焼けてしまったことから、双子の姉ファンファンの家に居候として転がり込む。ファンファンはアルミ工場の経営者シャルルと結婚して暮らしているが、シャルルとの生活に欲求不満があるらしく、偶然知り合ったグウェンの夫ミシェルに急速に接近していく。
ある日、バルジョーは図書館でエルムランという風変わりな女と出会い、彼女に誘われて霊能者の集会に行き、世界の終わりの日が近いと知る。ついにその日がやって来た時、バルジョーやファンファンたちの周りで様々な騒動が起きる。

## キャスト
- シャルル：リシャール・ボーランジェ
- ファンファン：アンヌ・ブロシェ
- バルジョー：イポリット・ジラルド
- エルムラン：コンスエロ・デ・ハヴィランド
- ミシェル：ルノー・ダネール
- グウェン：ナタリー・ブトゥフー